# لويس فونت
لويس فونت (بالإسبانية: Luís Fuente)‏ مواليد 11 مارس 1981 في ماردة، ولاية يوكاتان، المكسيك، هو ملاكم محترف مكسيكي يصنف ضمن فئة وزن الوسط.

## إحصائيات
خاض خلال مسيرته 31 نزالا، فاز في 26 وتعادل في 1 وخسر في 4. فاز بالضربة القاضية في 15 نزالا.

## روابط خارجية
- لويس فونت على موقع بوكس ريك (الإنجليزية) (registration required)